# Ralph Porter
Pour les articles homonymes, voir Porter.
 (juin 2010).
Si vous disposez d'ouvrages ou d'articles de référence ou si vous connaissez des sites web de qualité traitant du thème abordé ici, merci de compléter l'article en donnant les références utiles à sa vérifiabilité et en les liant à la section « Notes et références ».
Ralph Porter est un artiste inuit, né en 1942.

## Biographie
Il habite Gjoa Haven. Il appartient à une famille d'artistes et sa mère, Martha Porter, étant sculptrice. Il en est de même pour ses frères et sœurs Walter, Benjamin, Rita et Anne (celle-ci dessine et réalise aussi des tapisseries) et pour sa femme, Marie
Porter.
Ralph Porter est fortement influencé par le style mythologique chamanique si utilisé par la communauté inuit et excelle dans les mélanges de matériaux.
Il illustre le livre Art inuit, dirigé par C. Baud et édité par les Editions Fragments en 1997 (réédité en 2006).

## Musées et collections publiques
- Musée national des beaux-arts du Québec[1]
- Winnipeg Art Gallery[2]

## Tableau des expositions
C'est un artiste qui a souvent exposé ses œuvres lors de grandes expositions. Voici une liste de quelques lieux d'expositions où l'on a pu observer les œuvres de Ralph Porter :  
| Année d'exposition       | Lieu d'exposition |
| ------------------------ | --- |
| Mars - Avril 1984        | Gjoa Haven Sculpture/Wallhangings, Atlantic Galleries, Fredericton, New Brunswick                                                                             |
| Mars - Avril 1989        | Présenté par l'Iglou Art Esquimau, Douai, au Palais de l'Europe, le Touquet, France                                                                           |
| Mai 1989                 | Kitikmeot, Inuit Gallery of Vancouver, Vancouver, British Columbia                                                                                            |
| Août 1989                | Art Inuit, la Sculpture des Esquimaux du Canada, présenté par l'Iglou Art Esquimau, Douai, à la Chapelle de la Visitation, Thonon, France                     |
| Octobre 1989             | Art Inuit, Sculpture des Esquimaux du Canada, présenté par l'Iglou Art Esquimau, Douai, à la Galerie La Poutre, Marseille, France                             |
| Décembre 1989            | Art Inuit, la Sculpture des Esquimaux du Canada, présenté par l'Iglou Art Esquimau, Douai, à Les Chiroux, Centre culturel de la Wallonie, Liège, Belgique \|- |
| Février - Mars 1990      | Beeldhouwkunst van de Inuit (Canada), par l'Iglou Art Esquimau, Douai, France, à l'Amphora Finippon pvba, Sint Andries, Bruges, Belgique                      |
| Juillet 1990             | Art Inuit, Présenté par l'Iglou Art Esquimau, Douai,à Thonon-les-Bains, France                                                                                |
| Septembre - Octobre 1990 | Gjoa Haven/Spence Bay Sculpture,The Innuit Gallery of Eskimo Art,Toronto, Ontario                                                                             |
| Novembre - Décembre 1990 | Art Inuit: Autour de la Collection de Cape Dorset 1990,Présenté par l'Iglou Art Esquimau, Douai,au Centre Culturel Canadien,Paris, France                     |
| Mars 1991                | Art Inuit,Galerie Saint Merri, Paris, France |
| Mars - Avril 1991        | Art Inuit, présenté par l'Iglou Art Esquimau, Douai,à Le Théâtre, La Ciotat, France                                                                           |
| Avril - Mai 1991         | Art Inuit, présenté par l'Iglou Art Esquimau, Douai, au Palais de l'Europe, le Touquet, France                                                                |
| Avril - Juin 1991        | Art Inuit, présenté par l'Iglou Art Esquimau, Douai, à la Galerie La Tour des Cardinaux, L'Isle sur la Sorgue, France                                         |
| Mai Juin 1991            | Art Inuit, présenté par l'Iglou Art Esquimau, Douai, à La Halle aux Blés, Saint Malo, France                                                                  |
| Juillet 1991             | Art Inuit,Présenté par l'Iglou Art Esquimau, Douai,à la Chapelle de la Visitation,Thonon, France                                                              |
| Juillet - Août 1991      | Glaciopolis: Art Inuit,Présenté par l'Iglou Art Esquimau, Douai,à la Maison de Pesey,Les Arcs, France                                                         |
| Octobre - Décembre 1991  | Art Inuit,Présenté par l'Iglou Art Esquimau, Douai,à la Galerie Maite Aubert,Le Havre, France                                                                 |
| Novembre 1991            | Kitikmeot-Land of the Spirits, Inuit Gallery of Vancouver, Vancouver, British Columbia                                                                        |
| Novembre - Décembre 1991 | Inuit Sculpture: Displayed in Conjunction with the 1991 Cape Dorset Annual Graphics Collection Muscarelle Museum of Art, Williamsburg, Virginia, U.S.A.       |
| Février - Août 1992      | Inuit Art on the Mezzanine: New Acquisitions, Winnipeg Art Gallery, Winnipeg, Manitoba                                                                        |
| Avril - Mai 1992         | Art Inuit,Galerie Saint Merri, Paris, France |
| Mai - Juin 1992          | 3e Salon du Printemps, présenté par la Galerie Saint Merri, Reims, France                                                                                     |
| Novembre - Décembre 1993 | Kitikmeot: Sculpture provenant de Gjoa Haven,Taloyoak et Pelly Bay,Isaacs/Innuit Gallery,Toronto, Ontario                                                     |
| Septembre - Octobre 1994 | Kunst van de Inuit Eskimo's,Gemeentelijk Kunstcentrum,Huis Hellemans,Edegem, Belgique                                                                         |
| Novembre 1994            | Creatures of the Sea and Snow,Snow Goose Associates,Seattle, Washington, U.S.A.                                                                               |
| Novembre 1995            | Inspiration Four Decades of Sculpture,Marion Scott Gallery,Vancouver, British Columbia                                                                        |